# لیگ دسته دوم فوتبال ایران ۸۷-۱۳۸۶
لیگ دسته دوم فوتبال ایران ۱۳۸۶–۸۷ در فصل ۱۳۸۶–۸۷ با صعود ۴ تیم به لیگ آزادگان ۸۸–۱۳۸۷ به پایان رسید.